# Villenkolonie Buchschlag

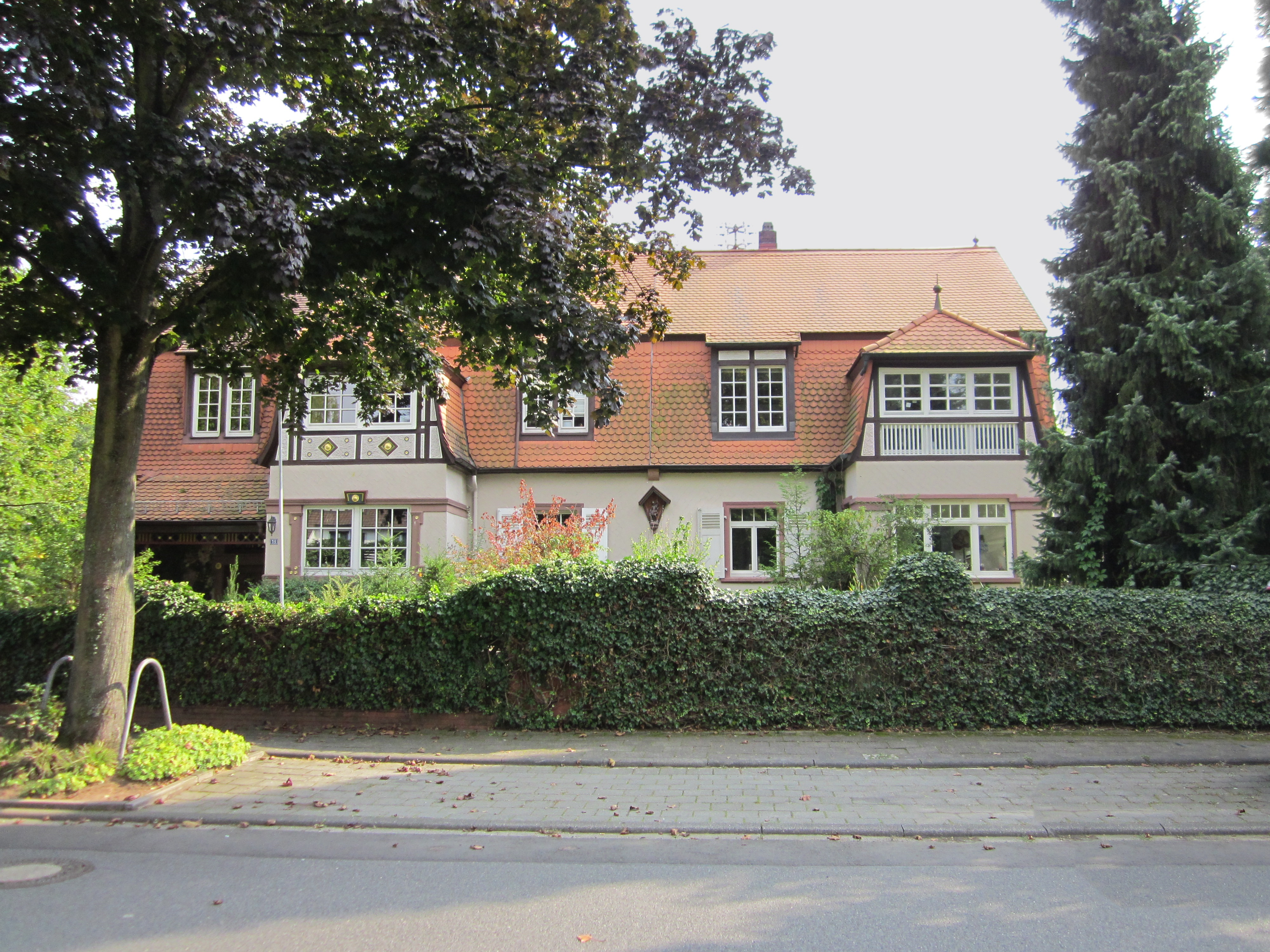
Doppelhaus Ernst-Ludwig-Allee 17/19 in Buchschlag

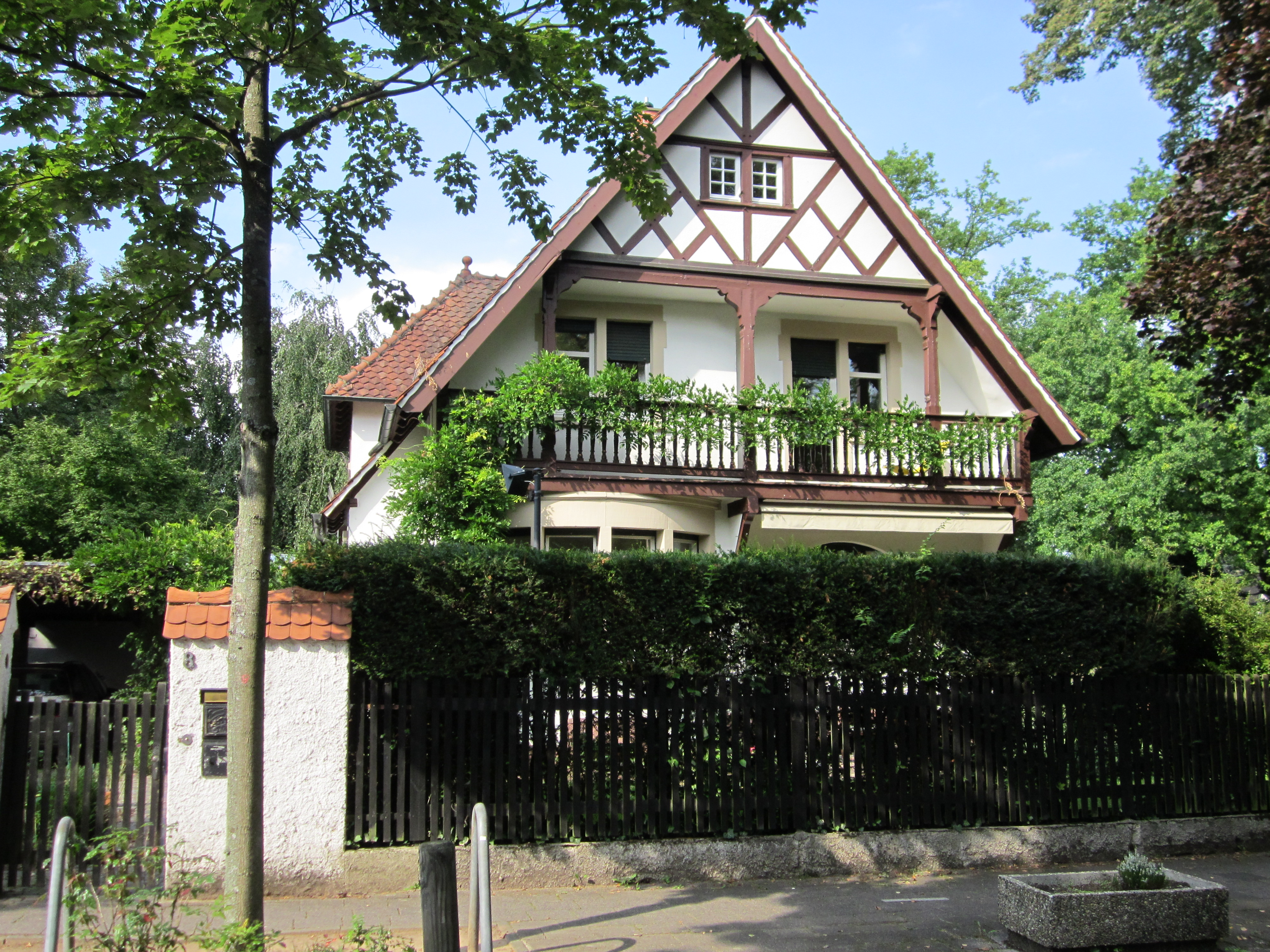
Fachwerkhaus Ernst-Ludwig-Allee 8 in Buchschlag

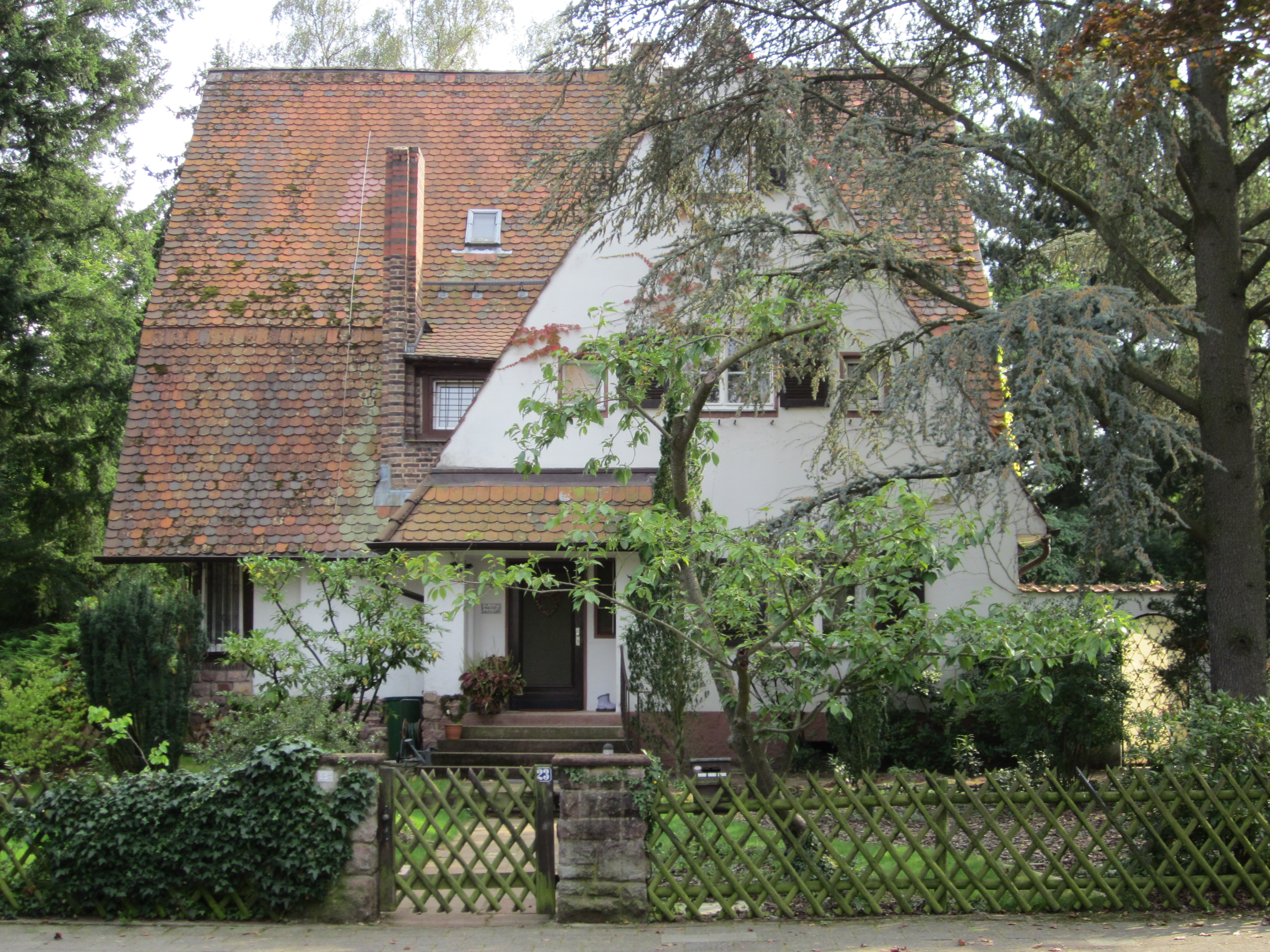
Villa Ernst-Ludwig-Allee 23 in Buchschlag

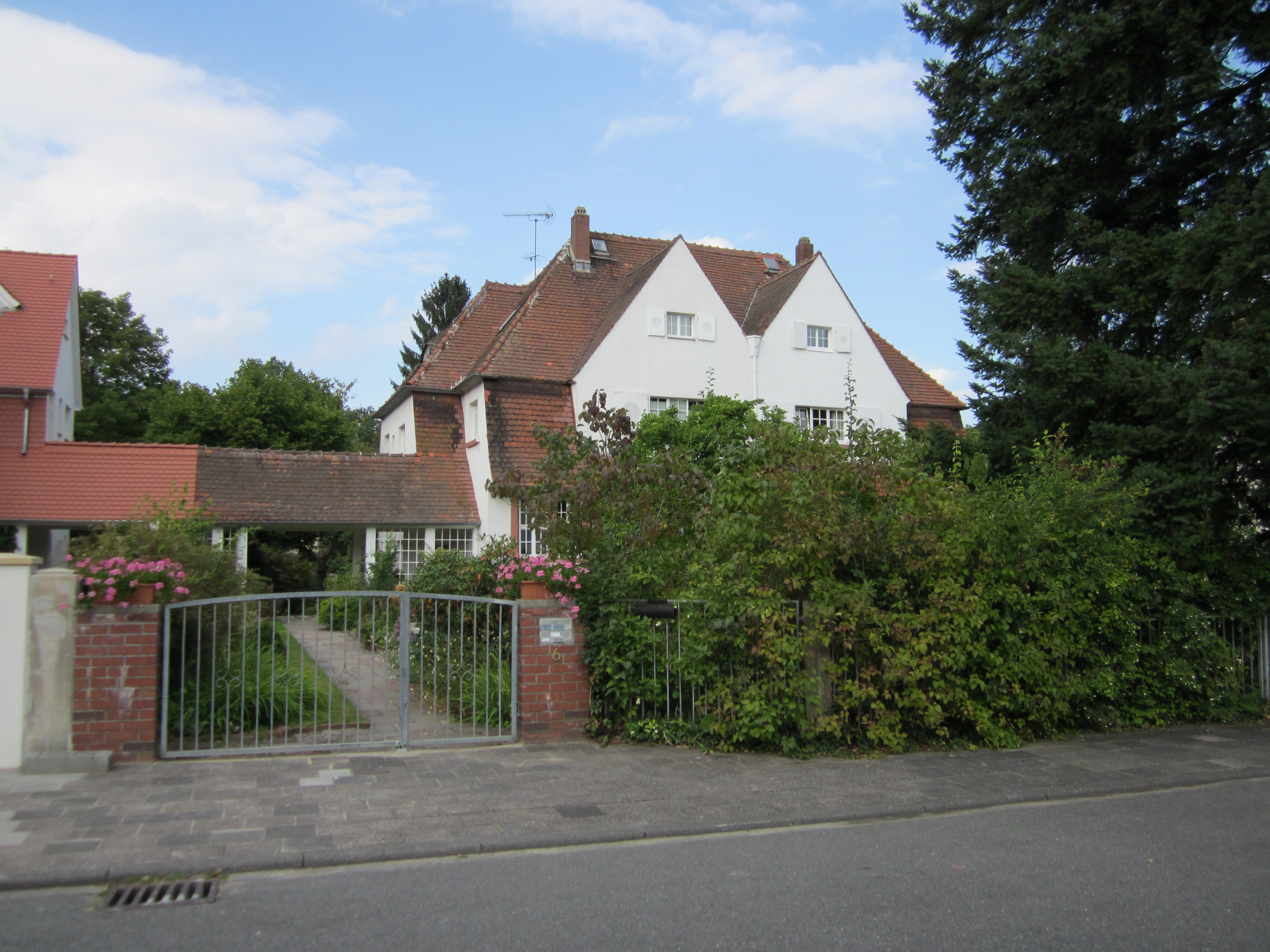
Doppelhaus Falltorweg 6/8 in Buchschlag, mit Laubengang zum Haus Nr. 4

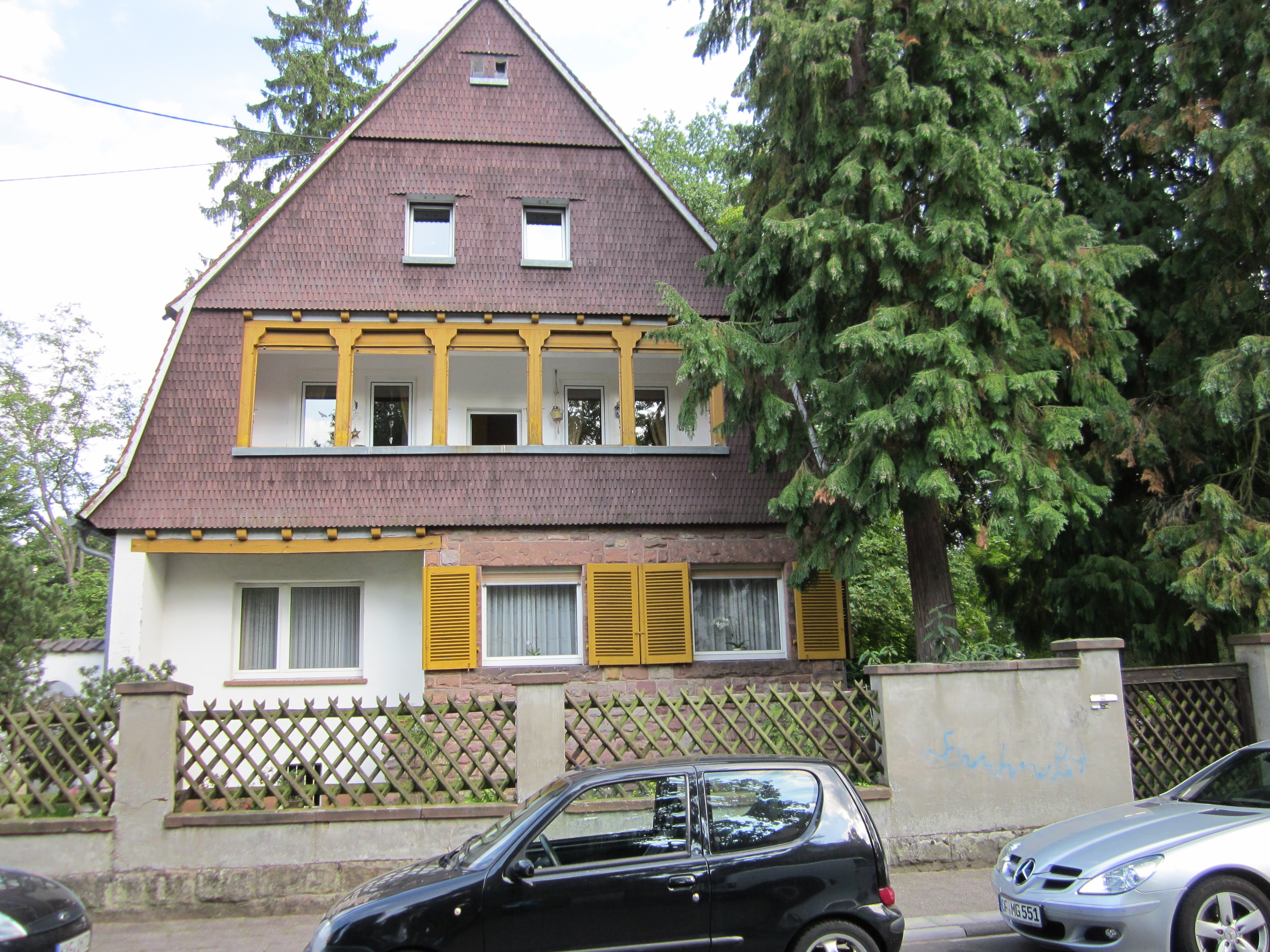
Villa Zaunweg 3 in Buchschlag

Die Villenkolonie Buchschlag im gleichnamigen Ort, einem Stadtteil von Dreieich im südhessischen Landkreis Offenbach, wurde in den 1900er und 1910er Jahren errichtet. Die Villenkolonie ist aus „geschichtlichen und künstlerischen Gründen“ als Gesamtanlage ein geschütztes Kulturdenkmal.

## Begrenzung
Das Gebiet der Gesamtanlage deckt sich weitgehend mit der Fläche des von Professor Friedrich Pützer (1871–1922) im Jahr 1905 entwickelten und 1909 erweiterten Bebauungsplanes für die Villenkolonie Buchschlag, der mit geringfügigen Änderungen ausgeführt wurde. Er umfasst das Areal, das westlich von der Bahnstrecke Frankfurt am Main–Heidelberg, nordöstlich vom Hengstbach und im Süden von der Buchschlager Allee begrenzt wird.

## Geschichte
Im Jahr 1903 stellte der Frankfurter Kaufmann Jakob Latscha (1849–1912) einen Kaufantrag, um das Waldgebiet zwischen dem Bahnhof und der Ortsgrenze Sprendlingens in ein Wohngebiet zu verwandeln. Die Nutzung sollte vornehmlich der Arbeiterschicht vorbehalten sein, die hier ein den modernen Reformbestrebungen entsprechend gesundes Umfeld außerhalb der Großstadt vorfinden sollte. 
Im Jahr 1904 kam der Gründungsvertrag zustande, indem die Dominialverwaltung des Großherzogs Ernst Ludwig von Hessen der Buchschlag-Genossenschaft, gegründet von Jakob Latscha, das Gebiet von 30 Hektar für zwölf Jahre zur Gründung der Siedlung zur Verfügung stellte. Beim Kauf jedes Grundstücks verpflichtete sich die Genossenschaft zu einer Bebauung innerhalb von drei Jahren. Die Planung orientierte sich gemäß der Idee von Jakob Latscha an den Prinzipien der englischen Gartenstadtbewegung. 
Für die Grundstücke  war eine Mindestgröße von 1000 Quadratmetern vorgeschrieben, die Mindestentfernung zur Grundstücksgrenze betrug sechs Meter. Die Gebäude sollten drei Geschosse einschließlich des Daches nicht überschreiten. Die Bauten selbst waren in Backstein auszuführen. Vorgeschrieben waren: Sandsteinsockel, Sichtfachwerk im Dachgeschoss, gestrichene Schindeln, Schieferdächer und rote Biberschwanzdächer. Als Dachformen wurden Sattel-, Walm-, Mansard- und Zeltdächer trauf- oder giebelständig erlaubt. 
Die strengen Vorgaben bewirkten, dass die Arbeiterschicht sich einen Hausbau nicht mehr leisten konnte und stattdessen die Bürgerschicht die Grundstücke erwarb. Jakob Latscha zog sich deshalb enttäuscht von dem Projekt zurück. Da die Grundstücke sich gut verkauften, wurde im Jahr 1909 das Gebiet der Villenkolonie erweitert. 
Die Villenkolonie Buchschlag gehörte zunächst zur Gemeinde Langen, am 15. April 1913 entstand die selbständige Gemeinde Buchschlag. Da Buchschlag bei der Gründung noch nicht als Gemeinde konzipiert war, gab es in der Siedlung keine kommunalen Einrichtungen. Das Rathaus wurde erst nach dem Ersten Weltkrieg im ehemaligen Waldhotel an der Kreisstraße eingerichtet.

## Beschreibung
Der ursprünglich von Pützer angelegte Straßengrundriss ist heute noch zu erkennen. Die Grundstücke sind gegenüber dem Ursprungsplan verkleinert, wodurch die Bebauungsdichte erhöht wurde. Der Ausgangspunkt des Grundrisses ist der Bahnhof. Durch teils geschwungene, teils geradlinige Wegeführung, die Erweiterung von Kreuzungen zu Plätzen, die Differenzierung der Grundstücksparzellen und anderes sollte eine gewachsene Struktur nachempfunden werden. 
Die vornehmlich im Kern der Siedlung gelegenen Villen lassen sich auf einige Grundtypen zurückführen, die vielfach variiert wurden und die Architekturtendenzen der Zeit zwischen 1900 und 1914 widerspiegeln. Bis 1907 dominierte die ornamentale Fassadengliederung des ausgehenden 19. Jahrhunderts. Von 1907 bis 1910 entstanden von historisierenden Formen befreite Gebäude mit ländlich-heimatlichem Charakter, unter dem Einfluss des Darmstädter Jugendstils und der englischen Landhausarchitektur. Nach 1910 kamen neoklassizistische Formen in klaren, blockhaften Gebäuden zum Ausdruck.
Wichtigster Architekt der Villenkolonie war vermutlich Wilhelm Koban (1885–1961), der selbst in der Villa Falltorweg 4 wohnte.

## Liste der Einzelkulturdenkmäler
Siehe: Liste der Kulturdenkmäler in Buchschlag